# Alex van Gils
Pour les articles homonymes, voir van Gils.
Alex van Gils, né le 10 octobre 1926, est un ancien joueur belge de basket-ball.